# Bellanca 31-40
Bellanca 31-40 Senior Pacemaker và các biến thể là một họ máy bay thông dụng được chế tạo tại Hoa Kỳ cuối thập niên 1930.

## Biến thể
- 31-40 Senior Pacemaker
- 31-42 Senior Pacemaker
- 31-50 Senior Skyrocket
  - L-11
- 31-55 Senior Skyrocket
  - JE-1
  - de Luxe Senior Skyrocket
  - Model 31-55A

## Quốc gia sử dụng
Hoa Kỳ
- Không quân Lục quân Hoa Kỳ
- Hải quân Hoa Kỳ

## Tính năng kỹ chiến thuật (31-55 Senior Skyrocket)
Đặc điểm tổng quát
- Kíp lái: 1
- Sức chứa: 7 hành khách
- Chiều dài: 27 ft 9 in (8.5 m m)
- Sải cánh: 50 ft 6 in (15.3 m)
- Chiều cao: 8 ft 6 in (2.5 m)
- Diện tích cánh: 310 ft2 (28.8 m2)
- Trọng lượng rỗng: 3.940 lb (1.787 kg)
- Động cơ: 1 × Pratt & Whitney Hornet, 550 hp (410 kW)

Hiệu suất bay
- Vận tốc cực đại: 180 mph (290 km/h)
- Tầm bay: 900 dặm (1.450 km)